# Wijken en buurten in Beek
De Nederlandse gemeente Beek (provincie Limburg) is voor statistische doeleinden onderverdeeld in wijken en buurten. De gemeente is verdeeld in de volgende statistische wijken:
- Wijk 00 Beek - Spaubeek (CBS-wijkcode:088800)
- Wijk 01 Beek-Zuid (CBS-wijkcode:088801)

Een statistische wijk kan bestaan uit meerdere buurten. Onderstaande tabel geeft de buurtindeling met kentallen volgens het Centraal Bureau voor de Statistiek (2008):
| CBS-buurtcode | Buurtnaam                                 | Inwonertal | Opp. totaal (ha) | Opp. land (ha) | Ligging                |
| ------------- | ----------------------------------------- | ---------- | ---------------- | -------------- | ---------------------- |
| BU08880000    | Beek                                      | 8590       | 389              | 389            | Locatie in de gemeente |
| BU08880001    | Neerbeek                                  | 2570       | 123              | 123            | Locatie in de gemeente |
| BU08880002    | Spaubeek                                  | 3630       | 537              | 536            | Locatie in de gemeente |
| BU08880100    | Geverik                                   | 420        | 62               | 62             | Locatie in de gemeente |
| BU08880101    | Groot-Genhout                             | 1120       | 140              | 140            | Locatie in de gemeente |
| BU08880102    | Klein-Genhout                             | 200        | 37               | 37             | Locatie in de gemeente |
| BU08880103    | Kelmond                                   | 160        | 80               | 80             | Locatie in de gemeente |
| BU08880109    | Verspreide huizen Vliegbasis Zuid-Limburg | 30         | 731              | 731            | Locatie in de gemeente |